# Torre de Santo Tomás

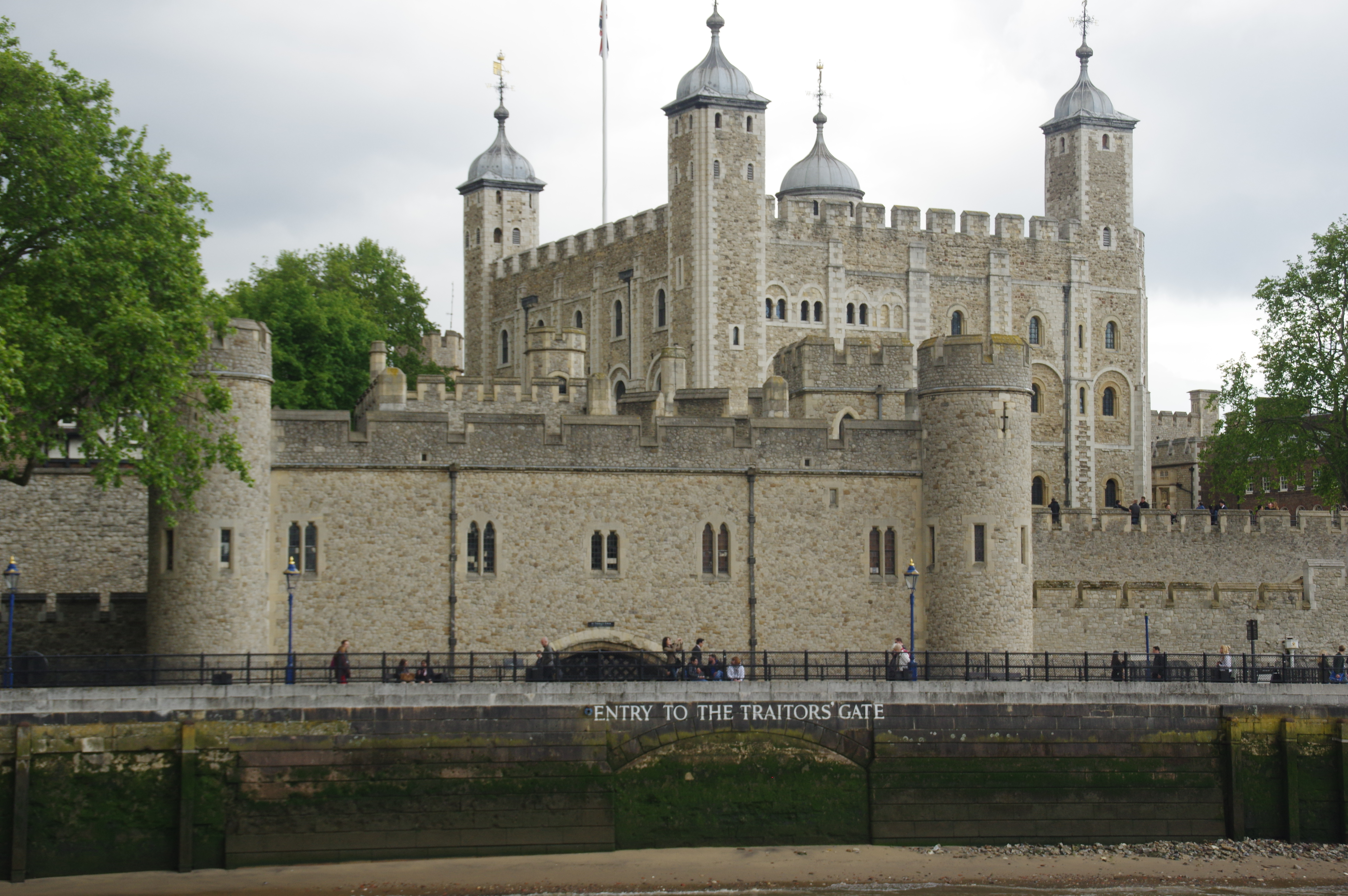
Visión de la Torre de Santo Tomás desde el Támesis.

La Torre de Santo Tomás es una torreta y antigua puerta fluvial ubicada en la rivera del Támesis que daba acceso a la fortaleza de la Torre de Londres. Construida en el siglo XIII, durante el reinado de Eduardo I, fue la entrada principal durante muchos siglos. Lleva el nombre del santo de la ciudad de Londres, Tomás Becket. La conexión directa con el Támesis fue tapiada, con el acceso conocido como la Puerta de los Traidores. Tras un período en seco, a finales del siglo XX volvió a rellenarse con agua.

## Historia
Durante el reinado de Eduardo I se ordenó el reforzamiento de toda la antigua Torre de Londres, lo que incluyó la construcción de un nuevo anillo defensivo. La puerta de entrada anterior al Támesis, la Torre sangrienta, se había vuelto obsoleta en esta función. Por ello, el rey mandó construir una nueva torre, que llegaba hasta el Támesis y por la que se podía acceder a través de barcazas.
La construcción comenzó en 1275 y tras la presión del monarca porque acabara en un tiempo récord, en enero del año siguiente ya se encontraba terminada, con una ampliación del capital para proporcionar fondos que adelantaran su finalización. En 1279 se completó el edificio. La forma del edificio bajo, protegido por una torreta y que sobresale de la pared, es un tipo único de construcción en toda Inglaterra. Se accedía a la cámara superior a través de una entrada desde la cuenca o a través de un puente desde la Torre Wakefield.
Las viviendas de Eduardo I estaban ubicadas originalmente en el piso superior y presumiblemente estaban conectadas al área de la cuenca de la torre por una puerta en el noreste de la torre y una escalera de caracol. El piso superior tenía 34 ventanas móviles con paneles tintados, bancos y "cuatro mesas grandes". Las contraventanas y las paredes estaban lujosamente pintadas, con estatuas de piedra frente al río. El suelo estaba cubierto de baldosas de piedra. Se desconoce si el rey finalmente hizo uso de ellas y con qué frecuencia pasó estancias en dichos aposentos.
En tiempos de Enrique VIII se llevaron a cabo amplias renovaciones y reparaciones con el fin de presentar la Torre como un edificio representativo para Londres. Dichos trabajos tuvieron lugar entre los años 1532 y 1533. El entramado de madera de la Edad Media fue reemplazado por otros nuevos bajo una operación de arreglo por el arquitecto James Nedeham, que también rediseñó el mobiliario del piso superior. Durante estas renovaciones también desaparecieron los últimos vestigios del interior medieval. En 1532, el monarca hizo que Nedeham quitara las paredes de madera para dejar espacio a las estancias de John de Vere, XV Conde de Oxford y lord gran chambelán, para la vigilancia de William Sandys, I barón Sandys y anterior lord chambelán, encarcelado por sospechas de traición.
En 1735 la Junta de Artillería reemplazó las ventanas medievales por ventanas correderas contemporáneas y eliminó la chimenea medieval. Con las renovaciones de estilo neogótico llevadas a cabo por Anthony Salvin, las ventanas correderas tuvieron que dar paso a marcos de piedra.
El puente medieval que conectaba el piso superior de la Torre de Santo Tomás con el piso superior de la Torre Wakefield desapareció en el siglo XVIII.

## Arquitectura y uso

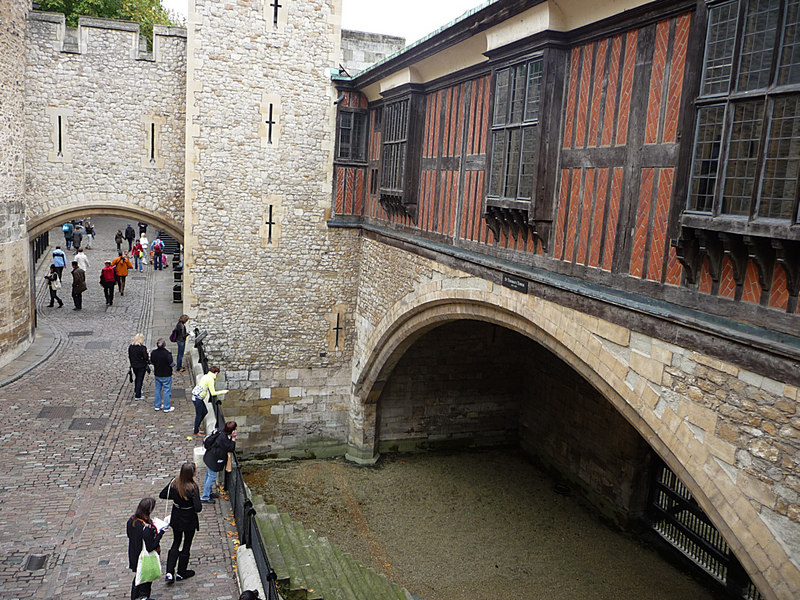
Visión de Santo Tomás desde el recinto de la Torre de Londres. Se contempla el mural de madera que está por encima de la Puerta de los Traidores.

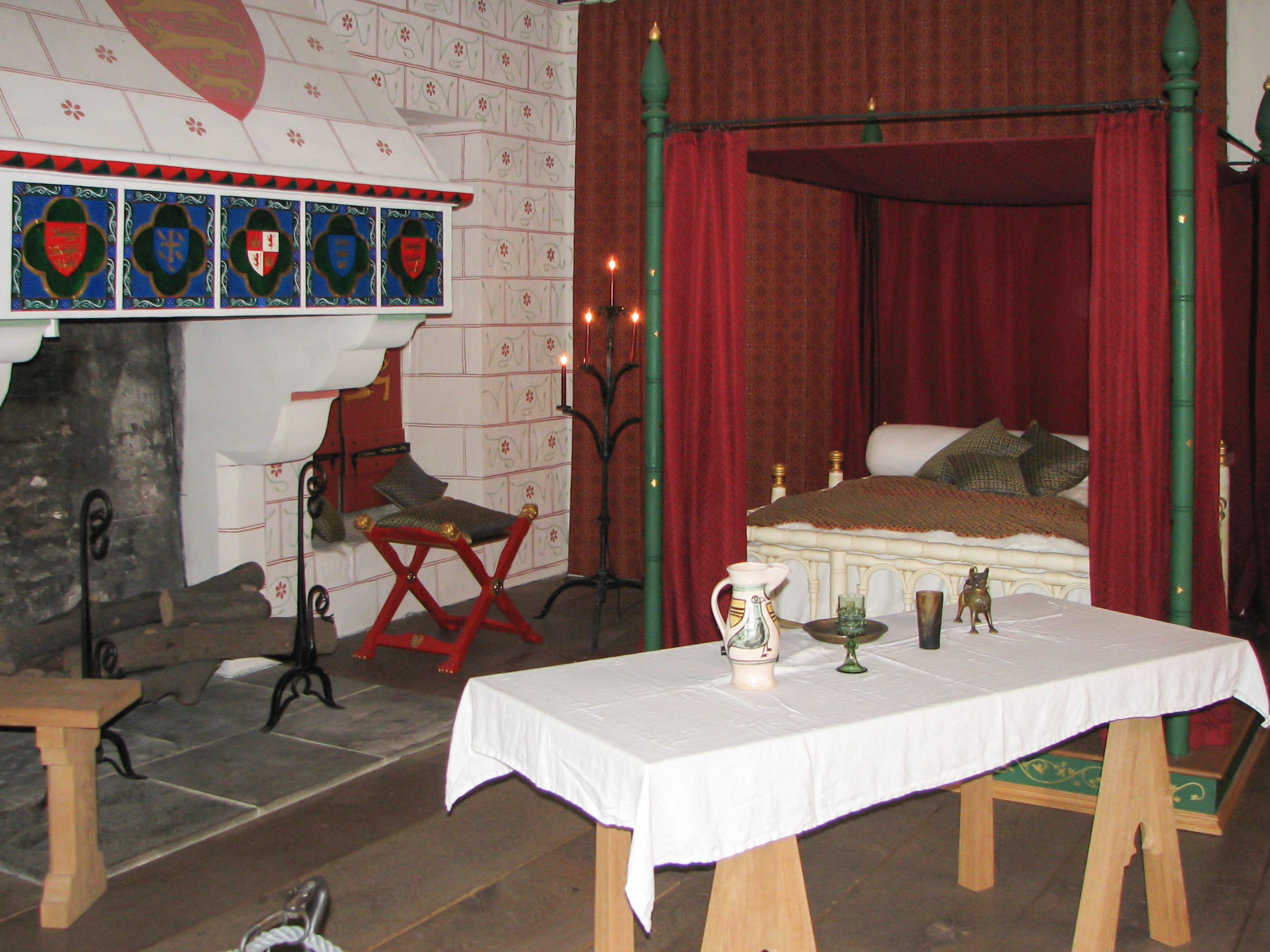
Recreación moderna de los aposentos de Eduardo I en la torre.

En su área exterior, cuenta con un puente cubierto que conecta las torres de Santo Tomás con la de Wakefield. Se trata de un edificio neogótico del siglo XIX, cuya forma se basa estrechamente en un puente medieval que se derrumbó ese mismo siglo.
La torre de piedra formaba la entrada de la torre al Támesis y unía el foso de la torre. El acceso fue a través de un estrecho canal en la torre Wharf, que se construyó más tarde, hasta la torre real. La construcción forma un arco ancho con una punta plana en el interior, que ocupa todo el ancho de la torre, siendo incluso el arco medieval más ancho del Reino Unido. En su vista exterior, mirando hacia el Támesis, el arco es puntiagudo y más estrecho que en su cara interior. Está coronado por dos torretas en el este y el oeste. La puerta es lo suficientemente ancha para que pasen los barcos. En el sótano de la Torre de Santo Tomás hay una palangana y un muelle desde donde puede atracarse. Una escalera conduce desde el carril de agua en la torre hasta el fondo de la piscina. La puerta estaba a través de un rastrillo asegurado.
El arco y los muros oeste, sur y norte de la sala superior de la puerta de Eduardo I aún se conservan, aunque ahora está provisto de ventanas neogóticas y accesorios interiores de finales del siglo XX. La cámara sobre la puerta originalmente sobresalía un metro sobre el arco en el lado norte. Sin embargo, desde las obras mandadas por Enrique VIII y las de Anthony Salvin ha formado una línea continua con el arco.
El piso superior de la torre está hecho de piedra natural. En el interior del piso superior hay una construcción de entramado de madera con ladrillo. Toda la fachada data de finales del siglo XIX.
La sala superior también estuvo dividida por paredes de madera durante la construcción. Las habitaciones privadas del rey (estaban en el lado oeste de la torre, mientras que la gran sala de recepción estaba en el este. Los restos del camerino real todavía existen en el oeste. Los arqueólogos encontraron los restos de dos fogatas en el lado sur de la Torre de Santo Tomás. Estos han sido derribados a lo largo de los siglos. Desde la década de 1990, las habitaciones han vuelto a estar separadas por madera en una réplica del estado medieval, aunque se desconoce dónde estaban las paredes originales.
La mayoría de las visitas del rey a la fortaleza tuvieron lugar en los años anteriores a 1280 para supervisar la construcción de la muralla exterior de la fortaleza junto con la Torre de Santo Tomás. Después de que se completó, Eduardo I solo estuvo presente en la torre durante un total de 27 días y por lo demás vivió en otros lugares. Después de que Enrique VIII alojara a los visitantes allí, el piso superior sirvió más tarde como espacio habitable para los oficiales en la torre, más tarde como cuartel y como hospital. En la sección este de la torre, recién construida por Salvin, estaba el hogar del guardián de las joyas de la corona.
Desde 1554 hay documentos relacionados con la conspiración de Wyatt , que hablan de armas montadas en la Puerta de los Traidores. La construcción de la torre es lo suficientemente fuerte como para contener tales armas. Los documentos de construcción de 1564 mencionan el reemplazo de una plataforma de cañón.
Dado que los prisioneros de la Torre eran transportados desde Westminster a través del río hasta la fortaleza por razones de seguridad, la puerta ha recibido una reputación a lo largo de los siglos como una entrada aterradora a una prisión oscura. Debido a que la mayoría de los prisioneros en asuntos estatales eran encerrados en la torre, esta era la puerta por la que los traidores entraban al recinto. De ahí que se ganase el apelativo de Puerta de los Traidores.
La cuenca debajo de la Torre de Santo Tomás ha servido durante mucho tiempo como suministro de agua para toda la Torre de Londres. Drenado desde el siglo XIX, se ha vuelto a llenar de agua desde 1970. En ocasiones, los reyes ingleses utilizaron la fuerza de las mareas en la cuenca para establecer una fábrica de perforación de cañones. Los temblores que provocaron este trabajo llevaron al colapso de la torre oriental de la propia construcción de Santo Tomas.
La parte superior de la torre está abierta al público desde 1993. Si bien la gran cámara se dejó en gran parte en su estado original desde ese año, la antesala junto con la Torre Wakefield se restauraron profusamente en un ambiente medieval.